# 普门站
普門站（：／ Bomun yeok */?）是首尔地铁6号线與牛耳新設線沿線交會的一座轉乘車站，位於韓國首爾特別市城北區普門洞1街。

## 車站構造
6號線站體為1面2線的島式月台，牛耳新設線站體則是2面2線的側式月台，兩線候車月台均設有月台幕門，並有出口共8處。

### 6號線月台

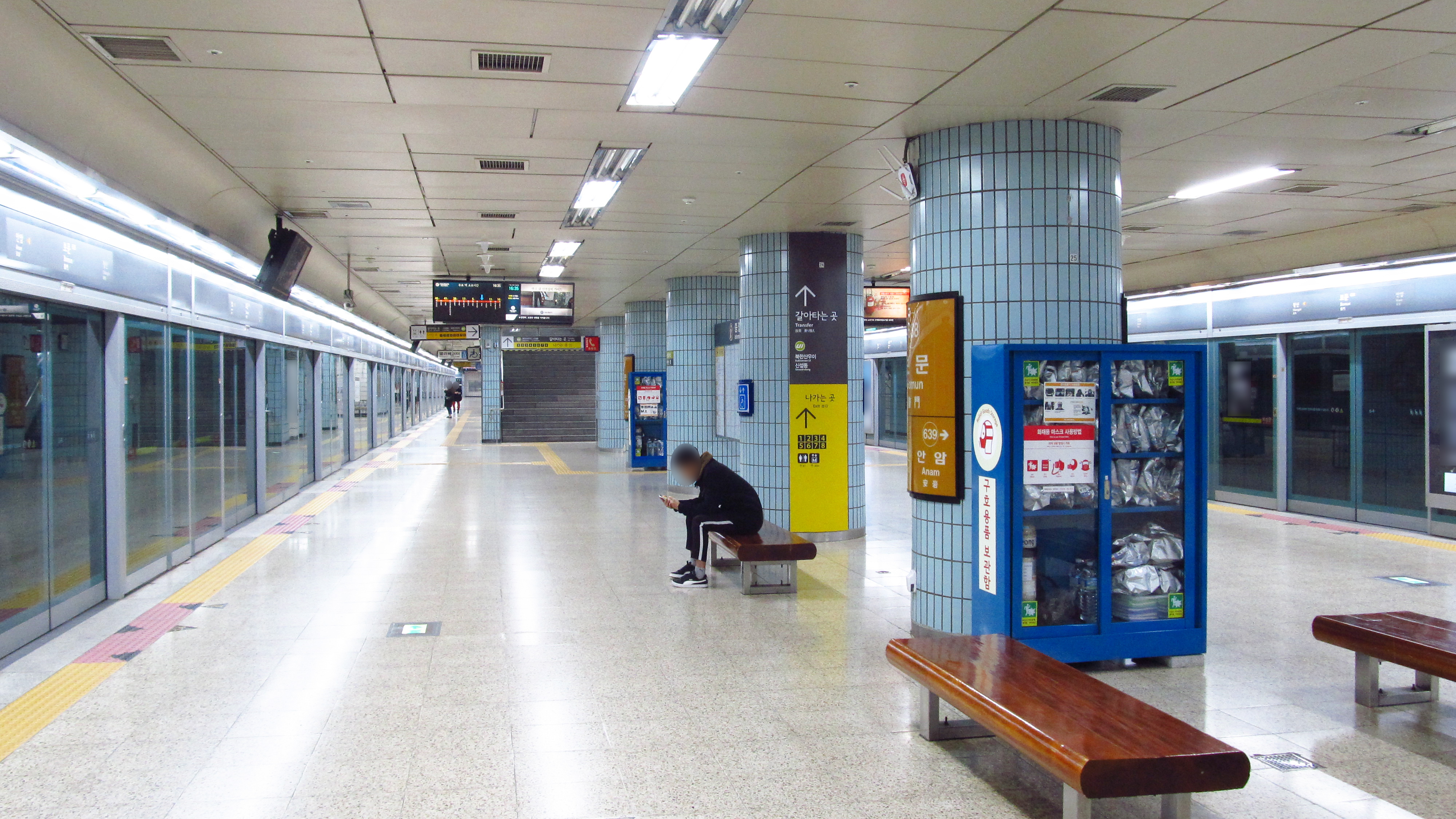
6號線候車月台

| 昌信 ↑   |
| 下 上 \| |
| ↓ 安岩   |

| 月台 | 路線           | 目的地                                   |
| ---- | -------------- | ---------------------------------------- |
| 上行 | ●首尔地铁6号线 | 三角地、孔德、數碼媒體城、賽折、鷹岩方向 |
| 下行 | ●首尔地铁6号线 | 高麗大學、石溪、烽火山、新內方向         |

### 牛耳新設線月台

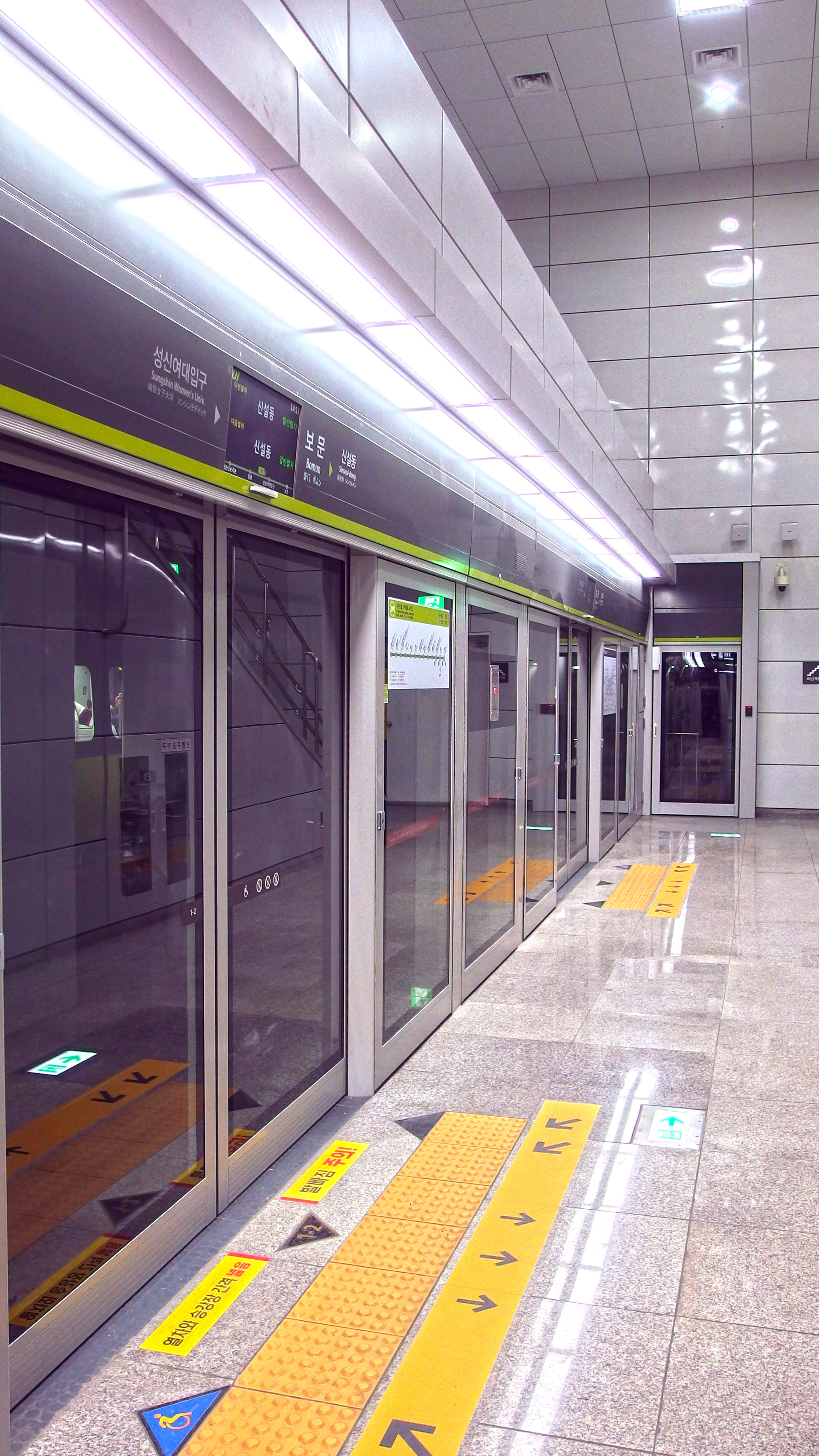
牛耳新設線候車月台

| 誠信女子大學 ↑ |
| \| 上          |
| ↓ 新設洞       |

| 月台 | 路線                  | 目的地                               |
| ---- | --------------------- | ------------------------------------ |
| 上行 | ●首爾輕電鐵牛耳新設線 | 誠信女子大學、加五里、北漢山牛耳方向 |
| 下行 | ●首爾輕電鐵牛耳新設線 | 新設洞方向                           |

## 歷史
- 2000年12月15日：落成啟用。
- 2017年9月2日：牛耳新設線站體開通。

## 車站周邊
- 普門治安中心
- 普門洞2街（朝鲜语：보문동 (서울)）
- 普門寺（朝鲜语：보문사 (서울 성북구)）
- 城北區廳
- 首爾城北警察署
- 首爾安岩初等學校
- 高麗大學理工學系
- 國稅廳郵務自動化中心

## 圖片

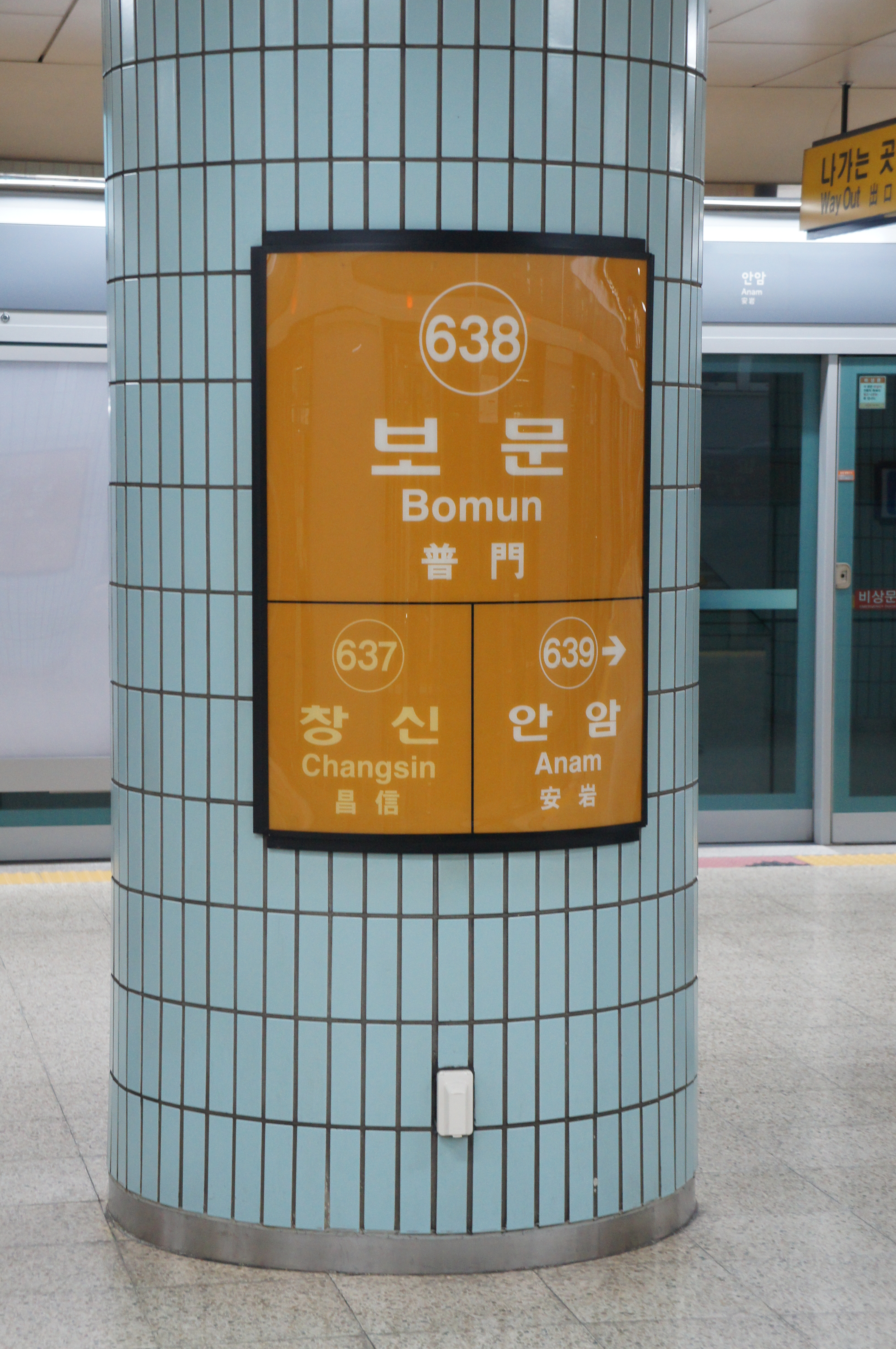
6號線站名牌
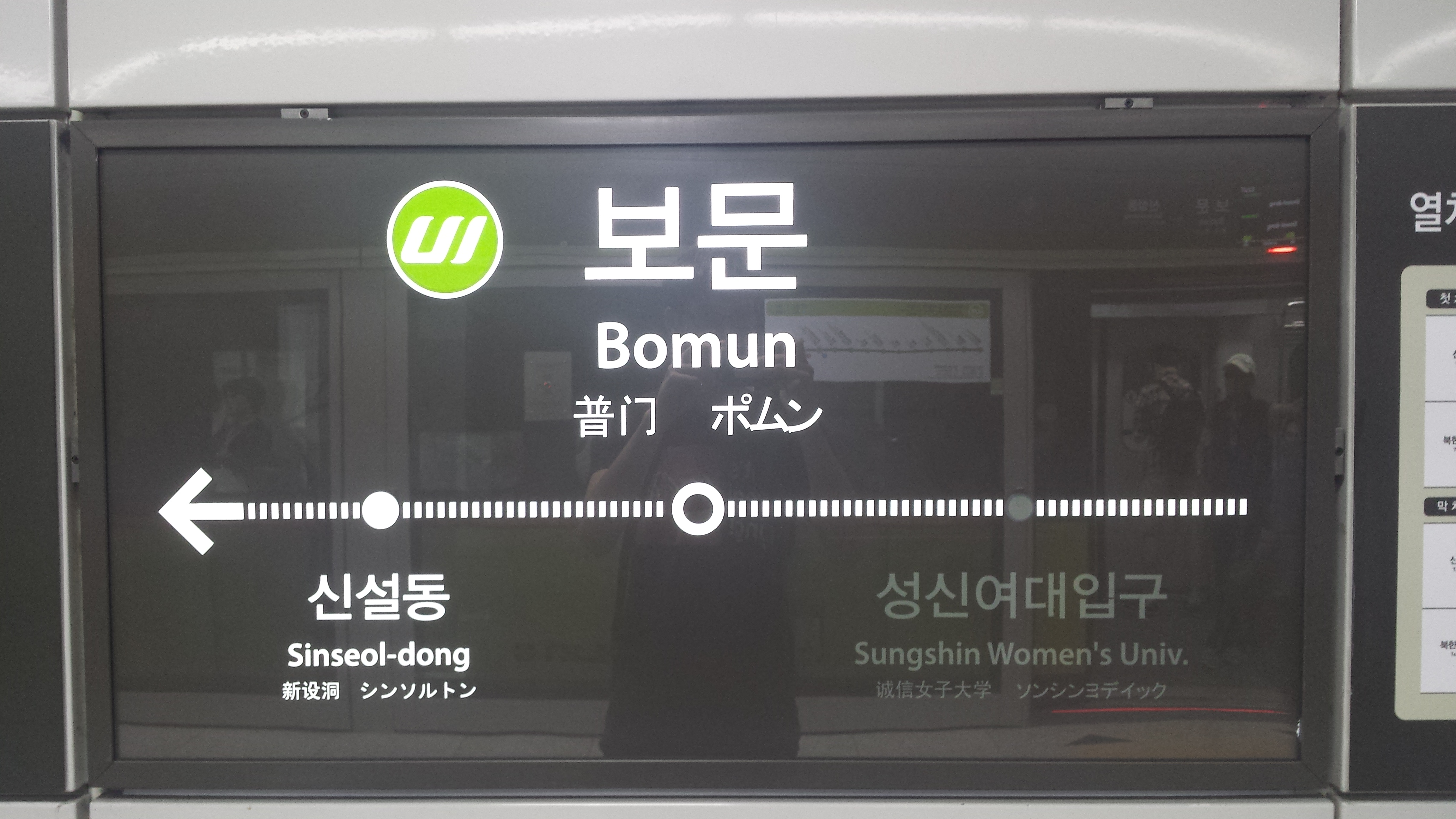
牛耳新設線站名牌
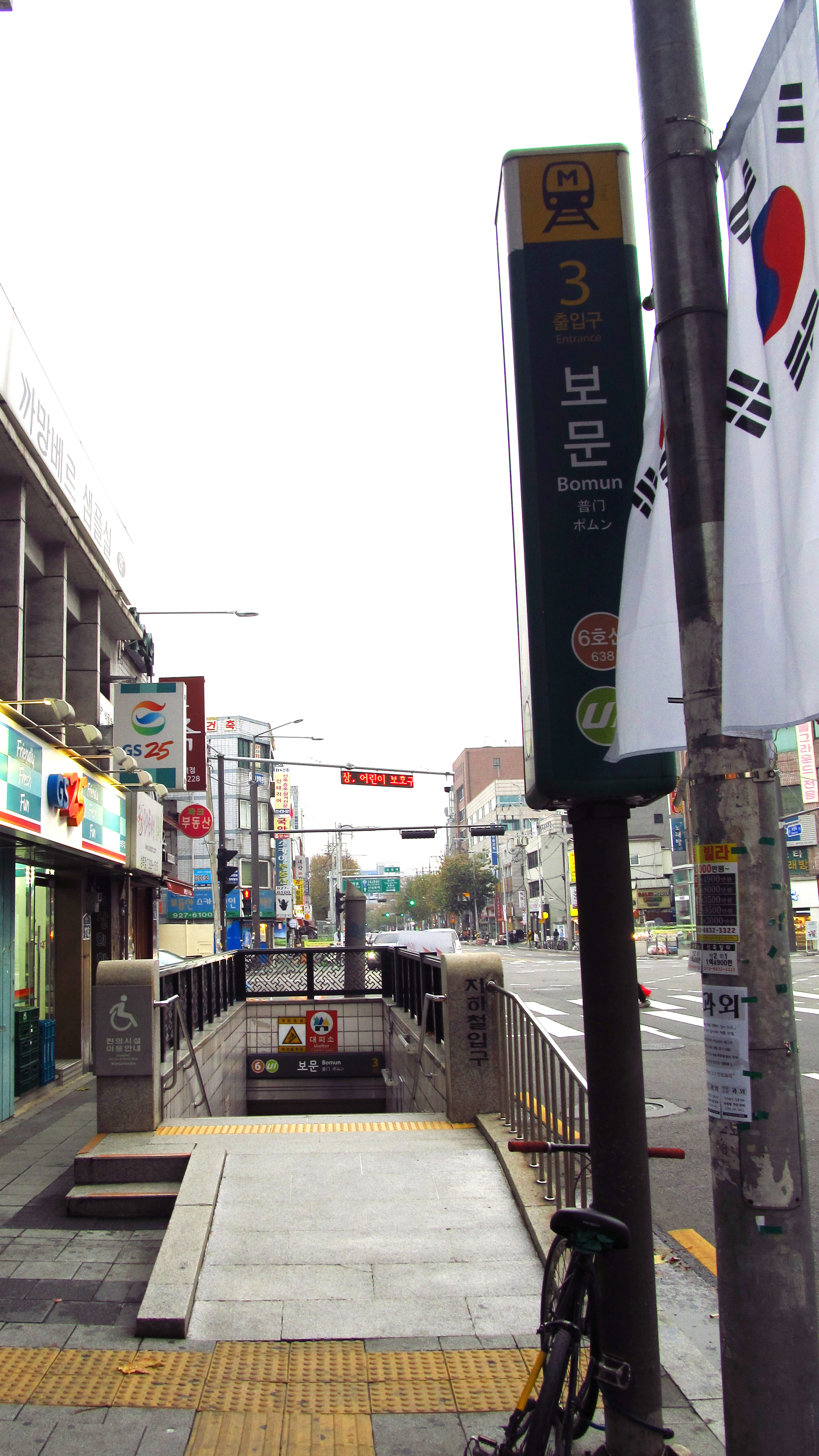
3號出口
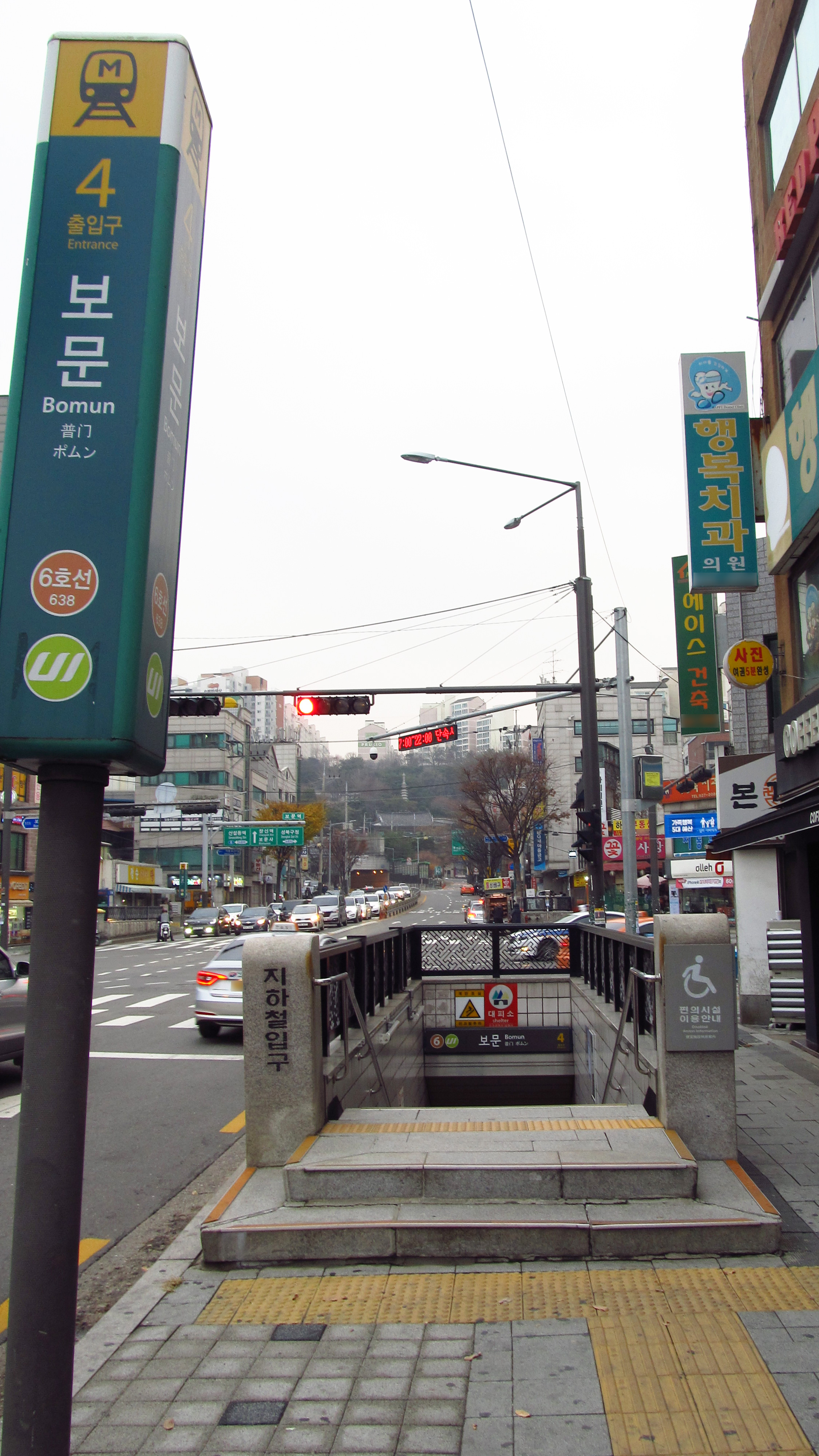
4號出口

## 相鄰車站
首爾交通公社
●首尔地铁6号线
昌信（637）－普門（638）－安岩（639）
牛耳新設輕電鐵
●首爾輕電鐵牛耳新設線
誠信女子大學（S120）－普門（S121）－新設洞（S122）

## 外部連結
[首爾‧首都圈道路交通地圖]. 2000-07-05. ISBN 89-15-02234-3.